# Varanosaurus
Varanosaurus var ett släkte av däggdjursliknande kräldjur som levde under tidig perm. Fossil av arterna har påträffats i Texas.
Varanosaurus har fått sitt namn av likheten med dagens varaner. De blev 1,5 meter långa. Varanosaurus levde i träsk, där de förmodligen jagade fisk. Skallen var lång och smal och i käkarna satt små nålliknande tänder.
Två arter är beskrivna:
- Varanosaurus acutirostris
- Varanosaurus wichitaensis